# Alto Loire
Alto Loire (em francês: Haute-Loire) ou Alto Líger é um departamento da França localizado na região Auvérnia-Ródano-Alpes. Sua capital é a cidade de Le Puy-en-Velay.